# ミヅハノメ

イザナミの病と死によって生まれた神々（『古事記』に基づく） SVGで表示（対応ブラウザのみ）

ミヅハノメは、日本神話に登場する神である。

## 概要
『古事記』では弥都波能売神（みづはのめのかみ）、『日本書紀』では罔象女神（みつはのめのかみ）と表記する。神社の祭神としては水波能売命などとも表記される。淤加美神とともに、日本における代表的な水の神（水神）である。
『古事記』の神産みの段において、カグツチを生んで陰部を火傷し苦しんでいたイザナミがした尿から、和久産巣日神（ワクムスビ）とともに生まれたとしている。『日本書紀』の第二の一書では、イザナミが死ぬ間際に埴山媛神（ハニヤマヒメ）と罔象女神を生んだとし、埴山媛神と軻遇突智（カグツチ）の間に稚産霊（ワクムスビ）が生まれたとしている。

## 解説
丹生川上神社（奈良県吉野郡）などで淤加美神とともに祀られているほか、各地の神社で配祀神として祀られている。岡太神社（福井県越前市）では、川上御前という女神が村人に紙漉を教えたという伝説が伝わっており、その川上御前をミヅハノメと同一とする意見がある。
赤川神社（山形県鶴岡市）では主祭神として祀られている。